# بيستول اسكتلندي
البيستول الاسكتلندي عملة سابقة كانت متداولة في إسكتلندا قبل معاهدة الاتحاد التي أبرمت عام ١٧٠٧ بين مملكة اسكتلندا ومملكة إنجلترا، والتي أدت إلى تأسيس مملكة بريطانيا العظمى.

## التاريخ
سُكّت عملة البيستول الاسكتلندي في اسكتلندا عام ١٧٠١ في عهد الملك ويليام الثالث (١٦٩٤-١٧٠٢)، وكانت قيمة البيستول الاسكتلندي الواحد تُعادل قيمة ١٢ جنيهًا اسكتلنديًا. كانت كلمة «بيستول» في الأصل تُطلق في فرنسا (بيستول) وإيطاليا (بيستولا) على عملة الإسكودوين الذهبية الإسبانية، والتي سُكّت في القرن السادس عشر الميلادي، وتوسع نطاق انتشارها لاحقًا وتأثرت بها العديد من العملات الأوروبية الأخرى التي تتبع النظام العشري وذات القيمة المماثلة، مثل اللويس الذهبي الفرنسي، وعملات سويسرية متنوعة، وعملات ممالك شبه الجزيرة الإيطالية، والعملة الجرمانية من فئة الخمسة ثالر، إلخ. كانت عملات البيستول الاسكتلندية تُسكّ في دار سك إدنبرة خصيصًا، وكانت تُصنع من الذهب المجلوب إلى اسكتلندا من مناجم مستعمرتها في مدينة دارين الواقعة على برزخ بنما.
كانت عملات البيستول الاسكتلندي ونصف البيستول الاسكتلندي هي آخر عملات ذهبية صدرت ضمن النظام النقدي الاسكتلندي، وكان وزن عملة البيستول الاسكتلندي الواحدة يُساوي 6.9 غرامًا (0.22 أونصة تروي)، ويبلغ قطرها حوالي 24 ملم، على حين تُعادل قيمتها قيمة 12 جنيهًا اسكتلنديًا، وعلى الوجه الأمامي للعملة نقش لتمثال نصفي لرأس الملك وليام الثالث وهو ينظر إلى اليسار، وأسفله درع شروق الشمس، وهو شعار شركة اسكتلندا التجارية في أفريقيا وجزر الهند الشرقية. وعلى الوجه الآخر للعملة نقش الدرع الملكي المتوج، مع الشعار الاسكتلندي محاطًا بالأحرف الأولى من اسم الملك ويليام ريكس، إلى جانب العبارة MAG BRIT · FRA · ET · HIB · REX · 1701، والتي تعني ملك بريطانيا العظمى وفرنسا وأيرلندا.